# Гаклберг (Алабама)
Гаклберг (англ. Hackleburg) — місто (англ. town) в США, в окрузі Меріон штату Алабама. Населення — 1425 осіб (2020).

## Географія
Гаклберг розташований за координатами 34°16′9″ пн. ш. 87°49′48″ зх. д. / 34.26917° пн. ш. 87.83000° зх. д. (34.269167, -87.830095).  За даними Бюро перепису населення США в 2010 році місто мало площу 39,59 км², з яких 39,56 км² — суходіл та 0,03 км² — водойми.

## Демографія
Згідно з переписом 2010 року, у місті мешкало 1516 осіб у 656 домогосподарствах у складі 433 родин. Густота населення становила 38 осіб/км².  Було 769 помешкань (19/км²).
Расовий склад населення:
| - 97,7 % — білих - 0,2 % — корінних американців - 0,1 % — чорних або афроамериканців - 1,0 % — осіб інших рас |

До двох чи більше рас належало 1,1 %. Частка іспаномовних становила 1,3 % від усіх жителів.
За віковим діапазоном населення розподілялося таким чином: 20,5 % — особи молодші 18 років, 58,4 % — особи у віці 18—64 років, 21,1 % — особи у віці 65 років та старші. Медіана віку мешканця становила 44,7 року. На 100 осіб жіночої статі у місті припадало 89,3 чоловіків;  на 100 жінок у віці від 18 років та старших — 86,2 чоловіків також старших 18 років.
Середній дохід на одне домашнє господарство  становив 41 158 доларів США (медіана — 28 819), а середній дохід на одну сім'ю — 49 230 доларів (медіана — 39 808). За межею бідності перебувало 25,7 % осіб, у тому числі 36,9 % дітей у віці до 18 років та 18,2 % осіб у віці 65 років та старших.
Цивільне працевлаштоване населення становило 624 особи. Основні галузі зайнятості: виробництво — 22,9 %, освіта, охорона здоров'я та соціальна допомога — 19,9 %, роздрібна торгівля — 9,3 %, транспорт — 7,7 %.